# Bukan
Bukan (Perzisch: بوکان) is een stad in Noordwest-Iran, in de provincie Āz̄arbāyjān-e Gharbī en ligt op de westoever van het Urmiameer. Het aantal inwoners bedroeg in 2011 170.000 personen. In de stad wonen veel Azerbeidzjanen